# كارلوس ألبرتو دي باروس فرانكو
كارلوس ألبرتو دي باروس فرانكو هو طبيب برازيلي، ولد في 19 مايو 1946 في ريو دي جانيرو في البرازيل.